# Bouddhisme Won

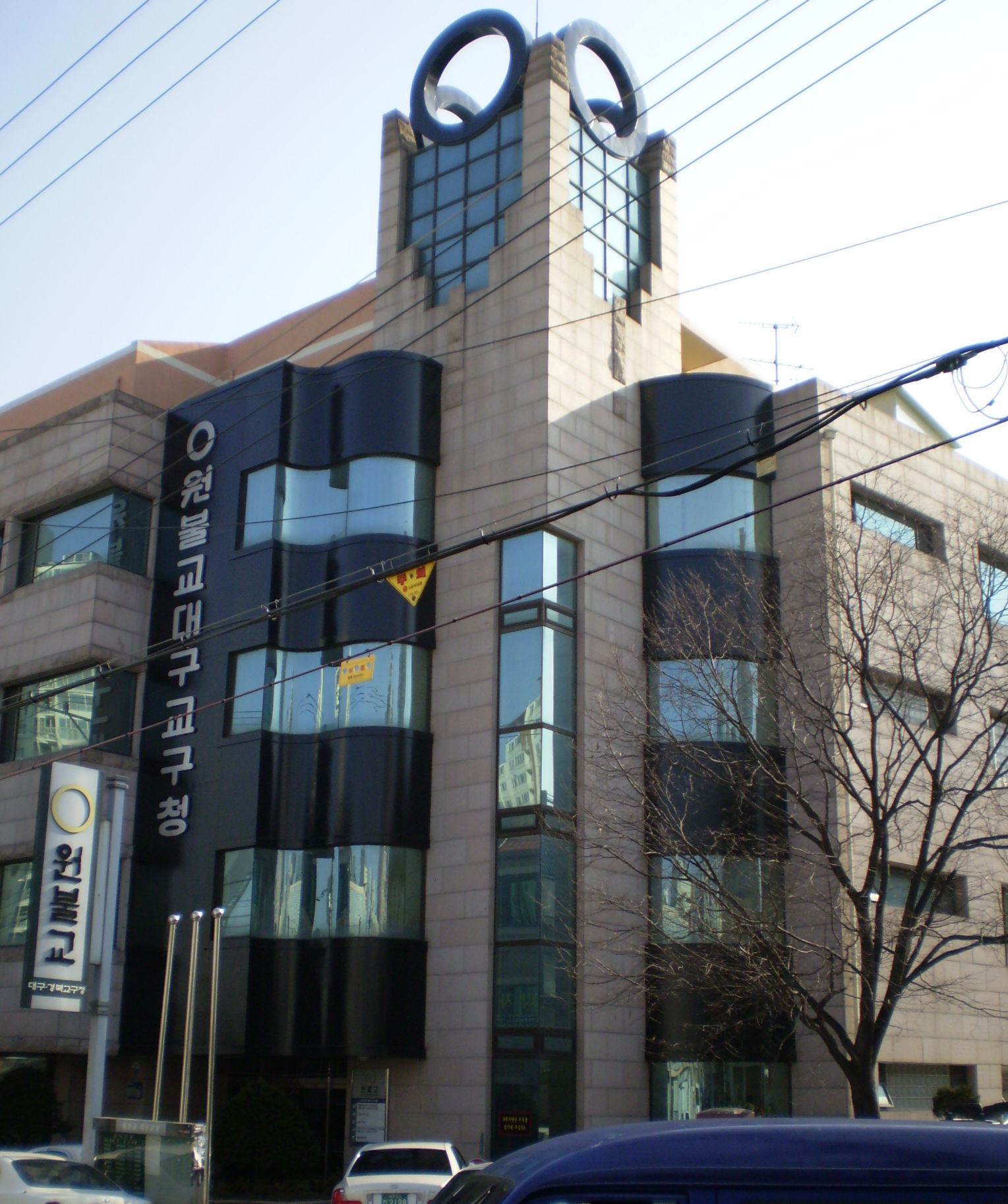
Le centre du Bouddhisme Won à Daegu, en Corée du Sud

Le bouddhisme Won (prononcé [wʌn], "ouonne" en français) signifiant le bouddhisme du cercle, (en coréen Wŏnbulgyo 원불교 , won: cercle, bulgyo: bouddhisme; en chinois: Yuán Fójiào 圓佛教) est un nouveau courant bouddhiste de la Corée du Sud, fondé par Sotaesan (소태산/少太山) dont le nom de naissance est Pak Chung-bin (박 중빈 / 朴 重彬, 1891–1943). L' objectif du bouddhisme Won est de permettre aux adeptes de prendre conscience que la nature du Bouddha est innée et est à l'intérieur de chaque être, puis de développer cette nature afin d'atteindre la délivrance. L'accent est mis sur les applications dans la vie quotidienne, il ne s’agit pas de « calmer les pulsions », mais plutôt d’agir en accord avec les « désirs appropriés ». Le mouvement est connu pour remplacer les représentations du bouddha par un symbole circulaire appelé irwŏnsang (일원상 / 一圓相) pour représenter le Bouddha sous sa forme Dharmakāya (pŏpsinbul 법신 불 / 法身佛).

## Patriarches et textes de référence
Le premier patriarche, Sotaesan (coréen : 소태산), né sous le nom de Pak Chung-bin (coréen : 박중빈 ; Hanja : 朴重彬, 1891-1943), a grandi dans un village pauvre du sud-ouest de la péninsule coréenne. Sa seule éducation formelle consistait en deux années d'école primaire locale, dans la tradition confucianiste.
Le 28 avril 1916, il prétend avoir connu l'illumination et être entré dans un état de nirvana. Les bouddhistes won célèbrent chaque année cette date comme le Grand Jour des Lumières.
Sotaesan n’avait pas spécifiquement pour objectif d’embrasser le bouddhisme. Au contraire, après son illumination, il examina diverses religions. Bien que sa pensée contenait des éléments confucianistes et taoïstes, après avoir lu le Sutra du Diamant, il se trouva prédisposé au bouddhisme.
Un premier traité a été écrit par Sotaesan et publié en 1935: le Traité sur la réforme du bouddhisme coréen (coréen :  조선불교개혁 ; Hanja : 朝鮮佛敎改革論; RR : Joseon Bulgyo Gaehyeok). Puis il publie la doctrine centrale de son mouvement en 1943, peu avant sa mort, sous le nom: Canon du Bouddhisme (Pulgyo Chongjon, 불교 정전, 佛敎正典).
En 1947, Chŏngsan (정산/鼎山) dont le nom laïc est Song Kyu (송 규/宋 奎, 1900–1962) devint le deuxième patriarche. Sous son mandat, le terme de Bouddhisme du cercle fut lancé. En effet, au sein de ce courant, le portrait du Bouddha est remplacé par un cercle "〇" représentant la Nature de Bouddha existant dans le cœur de chacun. Ce patriarche fit publier en 1962 un nouveau canon, les Écritures du Bouddhisme Won (Wŏnbulgyo kyojŏn 원불교 교전, 圓佛敎敎典). Par ailleurs, il est à l'origine des Paroles du Dharma du Maître Chŏngsan, le Chŏngsan chongsa pŏbŏ (정산종사법어, 鼎山宗師法語) qui est devenu l'autre texte central du bouddhisme Wŏn. Ainsi, Chŏngsan est d'une certaine façon le principal codificateur de la doctrine de ce mouvement.
Les Écritures officielles incluent également huit ouvrages traditionnels du Mahayana, comme le Sutra du Diamant et les Secrets pour cultiver l'esprit du moine et érudit coréen Jinul (1158-1210).
Le troisième patriarche (chongbŏpsa) Kim Tae-gŏ, prit la direction du mouvement de 1962 à 1995 créant de nouveaux temples en Corée du Sud et à l'étranger. Le quatrième chongbŏpsa (1995-2006) : Yi Kwang-jŏng dit Chwasan 이광정, 李廣淨 [좌산/左山] (né en 1936), fit établir en 2011 le Won Dharma Center à Claverack dans l'état de New York sur une vaste propriété. C'est actuellement le siège américain du bouddhisme Wŏn. Sous le cinquième chongbŏpsa, Chang Ŭng-ch'ŏl dit Kyŏngsan (장응철, 張應哲 [경산/耕山] (né en 1940), le bouddhisme Wŏn a célébré son centenaire le 1er mai 2016.

## La doctrine
Le mouvement s'est donné deux objectifs principaux : « délivrer les êtres sensibles de l'océan de la souffrance » (kohae chungsaeng'ŭi chedo 苦海衆生 [고해중생] 의 濟度 [제도]) et « de guérir le monde [de ses maladies morales] » (ŭise 의세, 醫世).
Les moyens pour réaliser ces deux objectifs sont présentés sous forme de quatre piliers qui sont : « l'illumination correcte par la bonne pratique » (chŏnggak chŏnghaeng 정각정행, 正覺正行), « la connaissance de la récompense par la bienfaisance » (chiŭn poŭn 지은보은, 知恩報恩), « l'application pratique du Bouddha-dharma » (pulbŏp hwaryong 불법활용, 佛法活用) et « le service désintéressé pour le public » (mua ponggong 무아봉공, 無我奉公).
Cependant, le bouddhisme Wŏn n’encourage pas à passer toute sa vie, ni même des années, à rester assis en méditation afin d’atteindre l’illumination. Il s'agit de développer chez l'adepte une capacité à "enquêter" sur les faits de sa vie quotidienne (yŏn’gu 연구, 硏究) afin de lui permettre de distinguer le bien du mal. Grâce à cette enquête, il parviendrait à distinguer la réalité ultime et son apparence phénoménale (les Deux Vérités).
Les pratiquants effectuent une routine quotidienne qui comprend la méditation assise, la récitation du Sūtra du cœur (Panyasimgyŏng 반야심경, 般若心經), le « Vœu à Irwŏnsang » (irwŏnsang sŏwŏnmun 일원상서원 문, 一圓相誓願文), les « Neuf éléments essentiels de la pratique quotidienne » (ilsang suhaeng ŭi yobŏp kujo 日常修行 [일상수행] 의要法九條 [요법구 조]), et la récitation de quelques mantras (chumun 주문, 呪文).
Le mouvement organise quatre festivités et deux services commémoratifs collectifs chaque année. Les jours de festivités sont : le jour de l'An (Sinjŏngjŏl 신정절, 新正 節) le 1er janvier ; le Jour de l'Illumination et de l'ouverture de l'Ordre (Taegak kaegyojŏl 대각개교절, 大覺開敎節) le 28 avril ; l'anniversaire du Bouddha (Sŏk chon sŏngt'anjŏl 석존성탄절, 釋尊聖誕節) le huitième jour du quatrième mois du calendrier lunaire et la Journée d'authentification du Dharma (Pŏbinjŏl 법인절, 法 認節) le 21 août. Les jours des services commémoratifs sont : le service commémoratif du premier juin (Yugil taejae 육일대재, 六一大齋) et le service commémoratif du premier décembre (Myŏngjŏl taejae 명절대재, 名節大齋)

### Le cercle irwŏnsang: symbole de la nature du Bouddha dans l'Homme

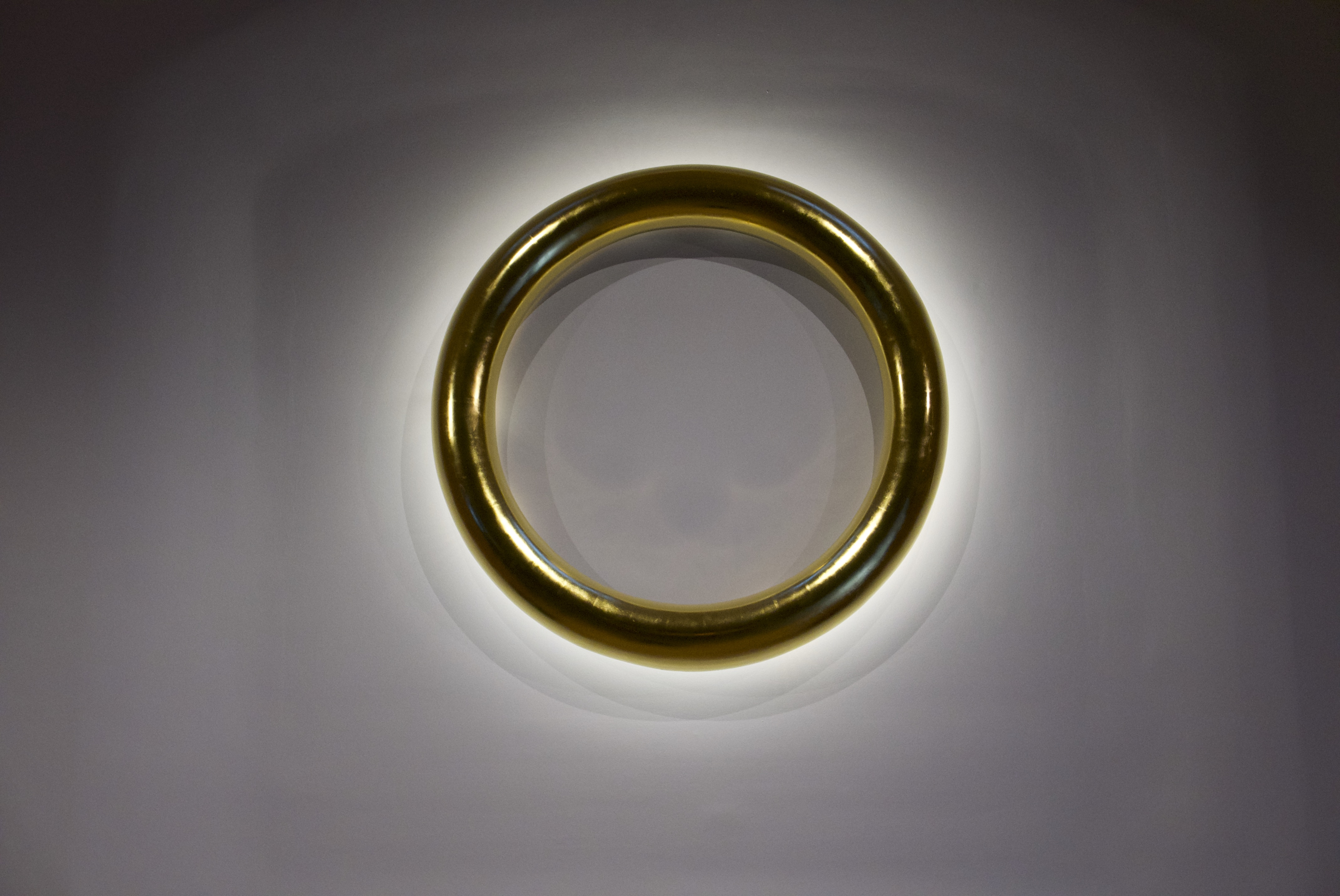
Photo d'un cercle Irwŏnsang, accroché au mur de la salle de médiation du temple bouddhiste Won de Chapel Hill aux USA.

Le symbole du cercle 〇, sans commencement ni fin, complet, parfait et cosmologique représente le corps universel du Bouddha (Dharmakâya). Ce corps représente lui-même l'origine fondamentale (本源, 본원) de l'univers, l'enseignement spirituel (le sceau de l'esprit, 心印, 심인) de tous les bouddhas et bodhisattvas, et la nature propre (自性, 자성) de tous les êtres sensibles. Cette conception est caractéristique du bouddhisme mahāyāna qui enseigne que chacun porte en soi la nature de Bouddha et qu'il faut retrouver cette nature authentique puis la cultiver pour atteindre la délivrance. En effet, la redécouverte de sa propre nature constitue une illumination qui permet d'anéantir les trois poisons mentaux (samdoksim 삼독심, 三毒心) que sont : l'avidité ou désir excessif (rāga ; t'am 탐, 貪), la colère/haine (dveṣa ; chin 진, 嗔) et l'ignorance ou aveuglement (moha ; ch'i 치, 痴).
Pour développer cette nature du bouddha, le croyant doit cheminer par la Porte de la pratique de l'existence subtile et vide de Nature propre (śūnyatā) (真空妙有의修行門, 진공묘유의 수행문) et par la Porte de la foi en la loi de Cause à effet (因果報應의信仰門, 인과응보의 신앙문).
La Porte de la pratique de l'existence subtile et vide de nature propre comprend :
- Les trois Études (Prajñā) (三學, 삼학) que sont : la sublimation spirituelle, l'acquisition des connaissances et la distinction entre les bons et les mauvais comportements.
- Les huit Disciplines (Śīla) (八條, 팔조) que sont la lutte contre : l'avidité, la haine, l'ignorance, l'arrogance, le doute, la paresse, le manque de foi et la colère.
- La Constance de la contemplation (Samādhi) (動靜間不離禪, 동정간부리선), la méditation en mouvement et en repos, partout et toujours.

La Porte de la foi en la loi de cause à effet comprend elle aussi divers aspects :
- Les quatre Gratitudes (四恩 사은) : envers le ciel-terre, envers les parents, envers les semblables et envers les lois juridiques à qui nous devons notre existence. Pak met le croyant au défi de se demander s'il est possible de vivre sans ce que le ciel et la terre nous offrent, de venir au monde sans ses parents, survivre sans l’aide de nos frères et vivre sans la protection des lois. La réponse étant négative, il est donc nécessaire de montrer notre reconnaissance. Bien que le ciel et la terre soient vides et silencieux face à nos actes, l'ingratitude entraînerait des difficultés et des souffrances dans cette vie ou dans les suivantes[4].
- Les quatre Devoirs (四要 사요) : vivre de ses propres forces, agir en statut d'un sage, éduquer les enfants des autres et adorer tous les gens justes.
- Le fait de Vénérer le Bouddha en rétribuant la bienveillance (報恩卽佛供, 보은즉불공) tous les lieux sont en fait des images du Bouddha, tous les actes doivent donc être comme des offrande à Bouddha.

## L'organisation
Le bouddhisme Won est organisé selon une structure hiérarchique : le chef de l'ordre (chongbŏpsa) est élu par un conseil suprême (suwidan 수위단, 首位團) composé de dix-huit membres de neuf hommes et neuf femmes. Le mandat du chongbŏpsa est de six ans et il peut être réélu pour un second mandat. L'ordre fonctionne selon le système paroissial : le responsable de chaque paroisse (kyogu 교구, 敎區) rend compte au siège central et les temples de chaque paroisse suivent les directives de l'ordre pour diffuser les enseignements de la doctrine.
Les adeptes du bouddhisme Wŏn se rendent dans leurs temples le dimanche pour assister aux assemblées du dharma (pŏphoe 법회, 法會). Les temples sont construits davantage comme des églises chrétiennes sans pinacle plutôt que comme des temples bouddhistes traditionnels.
Le mouvement a créé de nombreuses organisations caritatives et éducatives : l'Université privée  Wŏn'gwang (Wŏn'gwang taehakkyo 원광대학교, 圓光大 學校) située à Iksan, l'Université des sciences de la santé Wŏn'gwang (Wŏn'gwang pogŏn taehakkyo 원광보건대학교, 圓光保健大 學校), l'Université Yŏngsan d'études Sŏn (Yŏngsan sŏnhak taehakkyo 영산선학대학교, 靈山禪學大學校) à Kiryong, dans la province de Jeolla du Sud, et le Won Institute of Graduate Studies à Philadelphie, aux États-Unis.
Depuis la fin de l’occupation japonaise en 1945, le bouddhisme Won s’est considérablement développé. Le nombre précis de ses adeptes dans le monde est difficile à établir. Lors du recensement sud-coréen de 2005, environ 130 000 personnes se sont identifiées comme membres. Cependant, ce nombre est peut-être sous-estimé car des membres auraient pu s’identifier sous la simple qualification « bouddhistes » lors du recensement. Le siège bouddhiste de Won estime leur nombre à plus d'un million dans le monde.

## Une branche du Bouddhisme ou une nouvelle religion?
La classification de cette religion comme étant une branche du bouddhisme fait débat, y compris en Corée.
Comme tous les bouddhismes, le mouvement Won enseigne la croyance de la rétribution karmique. Il affirme par exemple que la qualité des soins que les enfants apportent à leurs parents âgés se répercuteront sur leurs propres vies futures, générant un soutien ou un abandon selon le soin avec lequel ces devoirs filiaux ont été accomplis. On reconnait ici l'héritage des enseignements moraux confucianistes du Zhong Yong 中庸 (Voie du milieu; coréen : Chungyong 중용, 中庸) qui ont fortement influencé le Won : le respect du Ciel et de la Terre (au sens de l'harmonie de l'univers), le respect des parents et des lois. La responsabilité commence au niveau de l’individu puis s’étend dans des cercles plus larges : la famille, la société, la nation et jusqu’au monde entier qu'on espère transformer en un paradis social.
Parmi les autres points commun avec les branches du bouddhisme, notamment mahayana, on trouve la croyance au salut par l'illumination, mais aussi la prise de conscience que les problèmes du monde sont causés par notre propre esprit et peuvent être résolus par un travail sur celui-ci. On trouve aussi l'idéal du boddhisattva de sauver tous les êtres sensibles de la souffrance.
Cependant, il y a dans le bouddhisme Won une tentative de détachement du culte traditionnel au Bouddha historique pour aller vers un culte du Dharmakāya, le corps ultime du Bouddha, conçu comme la réalité ultime de l'Univers. Le rituel bouddhiste courant qui consiste à faire des offrandes à des statues de Bouddha pour obtenir des bénédictions a été ici aboli et est considéré comme une superstition. Une nouvelle conception émerge : c'est l'univers entier qui est la manifestation du corps cosmique du Bouddha et c'est donc lui qui a le pouvoir de bénir ou de punir. Plus que les offrandes matérielles, on privilégie les offrandes morales : « aider les autres sans arrière-pensée » (ŭngyong munyŏm'ŭi to 應用無念 [응용 무념의도/] 의道); « protéger les impuissants » (mujaryŏkcha poho'ŭi to 無自力者 保護 [무자력자보호] 의道); « suivre l'idéal du bodhisattva du bénéfice mutuel » (charirit'a'ŭi to 自利利他 [자리리타] 의道); et « faire la justice et abandonner l'injustice » (purŭi'rŭl chegŏ'hago chŏngŭi'rŭl seunŭn to 不義 [불의] 를 除去 [제거] 하고 正義 [정의] 를 세우는 道). Ainsi, à la différence des autres confessions bouddhistes, on ne trouve aucune statue du bouddha ou des boddhisattvas, mais seulement un cercle Irwŏnsang dans les temples Won.On pourrait cependant y voir un retour à une conception aniconique qui prévalait déjà dans le bouddhisme primitif.
Bien qu'ayant emprunté les fondamentaux de sa doctrine au Bouddhisme mahāyāna, le fondateur du mouvement, Pak Chung-bin, ne se réclame d'aucune école bouddhiste particulière et n'a pas cherché à établir sa filiation de la transmission du Dharma. Cette filiation est souvent considérée comme un signe d'autorité et de légitimité par les autres écoles bouddhistes qui s'efforcent de faire remonter la chaine de transmission de leur enseignement jusqu'au bouddha historique. A l'inverse, Pak Chung-bin affirme avoir d'abord vécu une expérience d'illumination qu'il a reconnu ensuite comme correspondante aux enseignements du Bouddha, notamment en découvrant a posteriori le soutra du diamant.
Le bouddhisme Won, se différencie aussi par une pratique méditative qui se veut quotidienne et non restreinte à des moments dédiés. Bien que la méditation assise soit la base du Sŏn 선/禪 (japonais : Zen 禅), selon les bouddhistes Won, le Sŏn qui ne peut être pratiqué qu’en position assise n’est pas le véritable "Mahāyāna Sŏn". Le Sŏn doit pouvoir être pratiqué aussi bien dans la quiétude qu’en mouvement. Le but est donc de le pratiquer n’importe où et n’importe quand, en allant, venant, assis ou allongé, sans choisir un moment ou un lieu particulier. On reconnait ici des points communs avec la méditation de pleine conscience.
D'autre part, d'une façon générale, le mouvement se caractérise par l'absence d'une grande distinction entre les laïcs et les religieux. Ainsi, contrairement aux autres bouddhistes, les moines et les religieuses de ce courant ne se rasent pas la tête. L'organe décisionnel le plus élevé, le Suwidan (首位團), est composé d'environ un quart de laïcs, ce qui n'est pas habituel car ces instances sont généralement constituées uniquement d'un clergé. Au sein de ce clergé, on constate également un souci d'égalité entre les hommes et les femmes. Ces dernières peuvent accéder au rang de prêtre.
Enfin, le bouddhisme Won a une approche matérielle différente des autres courants. Le clergé est rémunéré est s'efforce d'être autonome financièrement et de ne pas dépendre de l'aumône des croyants, pratique courante dans le bouddhisme. En 1918, à peine trois ans après sa création, le mouvement se lance dans un vaste projet d'assèchement de terres en vue de leur valorisation agricole destinée à réduire la pauvreté dans la région. D'un autre côté, le fondateur Pak Chung-bin s'inquiètera de l'essor rapide du développement matériel en Corée. Il choisira notamment comme devise du mouvement « Puisque le monde de la matière s'épanouit, épanouissons notre esprit ! »